# フリー (ワーシップソング)
フリーはノア・ミュージック・ミニストリーの歌。プロテスタントの福音派系教会の礼拝、教会学校等で歌われる。
ノアの歌詞は、動詞に過去形を使用することにより、信仰告白のタイプの内容になっている。フリーはその典型的な歌である。

## 歌詞
フリー
解き放たれた罪のかげから
光あてられ
フリー
打ち砕かれたサタンのかしら
あとかたもなく
どしゃぶりの雨があがるように
すきとおる
よごれた心が
十字架の勝利のしるしは
遠く海にかかる虹

## ディスコグラフィー
- 『もうふりむかない』